# Ryan Telfer
Ryan Telfer (Mississauga, 4 marzo 1994) è un calciatore canadese naturalizzato trinidadiano, centrocampista dell'HFX Wanderers e della nazionale trinidadiana.

## Carriera

### Club
Il 29 gennaio 2020 si trasferisce in Europa, venendo ingaggiato dal Nea Salamis, squadra cipriota militante nella massima serie nazionale.
Dopo sole cinque presenze con i ciprioti, il 3 giugno torna in Canada, venendo nuovamente ingaggiato dallo York9, club con cui aveva giocato nella stagione precedente, collezionando 31 presenze e segnando dieci reti.

### Nazionale
Nato in Canada e cresciuto in Trinidad e Tobago, è eleggibile per entrambe le nazionali. Dopo essere stato oggetto d'osservazione del CT canadese John Herdman, il 3 settembre 2019 accetta la convocazione della nazionale trinidadiana e pochi giorni dopo debutta contro la nazionale martinicana. Il 9 settembre seguente realizza la prima rete in nazionale, durante il match contro la Martinica valido per la Nations League.

## Statistiche

### Presenze e reti nei club
| Stagione             | Squadra              | Campionato           | Campionato | Campionato | Coppe nazionali | Coppe nazionali | Coppe nazionali | Coppe continentali | Coppe continentali | Coppe continentali | Altre coppe | Altre coppe | Altre coppe | Totale | Totale |
| Stagione             | Squadra              | Comp                 | Pres       | Reti       | Comp            | Pres            | Reti            | Comp               | Pres               | Reti               | Comp        | Pres        | Reti        | Pres   | Reti   |
| -------------------- | -------------------- | -------------------- | ---------- | ---------- | --------------- | --------------- | --------------- | ------------------ | ------------------ | ------------------ | ----------- | ----------- | ----------- | ------ | ------ |
| 2017                 | Toronto FC II        | USL                  | 29         | 1          |                 | -               | -               |                    | -                  | -                  |             | -           | -           | 29     | 1      |
| 2018                 | Toronto FC II        | USL                  | 9          | 0          |                 | -               | -               |                    | -                  | -                  |             | -           | -           | 9      | 0      |
| Totale Toronto FC II | Totale Toronto FC II | Totale Toronto FC II | 38         | 1          |                 | -               | -               |                    | -                  | -                  |             | -           | -           | 38     | 1      |
| 2018                 | Toronto FC           | MLS                  | 15         | 1          | CC              | 4               | 0               | CCL                | 0                  | 0                  |             | -           | -           | 19     | 1      |
| febb.-mar. 2019      | Toronto FC           | MLS                  | 1          | 0          | CC              | -               | -               | CCL                | 0                  | 0                  |             | -           | -           | 1      | 0      |
| Totale Toronto FC    | Totale Toronto FC    | Totale Toronto FC    | 16         | 1          |                 | 4               | 0               |                    | 0                  | 0                  |             | -           | -           | 20     | 1      |
| mar.-dic. 2019       | York9                | CPL                  | 25         | 8          | CC              | 6               | 2               |                    | -                  | -                  |             | -           | -           | 31     | 10     |
| gen.-giu 2020        | Nea Salamis          | A                    | 3          | 0          | CC              | 2               | 0               |                    | -                  | -                  |             | -           | -           | 5      | 0      |
| giu.- 2020           | York9                | CPL                  | 7          | 0          | CC              | -               | -               |                    | -                  | -                  |             | -           | -           | 7      | 0      |
| Totale carriera      | Totale carriera      | Totale carriera      | 89         | 10         |                 | 12              | 2               |                    | 0                  | 0                  |             | -           | -           | 101    | 12     |

### Cronologia presenze e reti in nazionale
| Cronologia completa delle presenze e delle reti in nazionale ― Trinidad e Tobago | Cronologia completa delle presenze e delle reti in nazionale ― Trinidad e Tobago | Cronologia completa delle presenze e delle reti in nazionale ― Trinidad e Tobago | Cronologia completa delle presenze e delle reti in nazionale ― Trinidad e Tobago | Cronologia completa delle presenze e delle reti in nazionale ― Trinidad e Tobago | Cronologia completa delle presenze e delle reti in nazionale ― Trinidad e Tobago | Cronologia completa delle presenze e delle reti in nazionale ― Trinidad e Tobago | Cronologia completa delle presenze e delle reti in nazionale ― Trinidad e Tobago |
| Data                                                                             | Città                                                                            | In casa                                                                          | Risultato                                                                        | Ospiti                                                                           | Competizione                                                                     | Reti                                                                             | Note                                                                             |
| -------------------------------------------------------------------------------- | -------------------------------------------------------------------------------- | -------------------------------------------------------------------------------- | -------------------------------------------------------------------------------- | -------------------------------------------------------------------------------- | -------------------------------------------------------------------------------- | -------------------------------------------------------------------------------- | -------------------------------------------------------------------------------- |
| 7-9-2019                                                                         | Fort-de-France                                                                   | Martinica                                                                        | 1 – 1                                                                            | Trinidad e Tobago                                                                | CONCACAF Nations League 2019-2020 - 2º turno                                     | -                                                                                | 77’                                                                              |
| 10-9-2019                                                                        | Port of Spain                                                                    | Trinidad e Tobago                                                                | 2 – 2                                                                            | Martinica                                                                        | CONCACAF Nations League 2019-2020 - 2º turno                                     | 1                                                                                |                                                                                  |
| 11-10-2019                                                                       | Port of Spain                                                                    | Trinidad e Tobago                                                                | 0 – 2                                                                            | Honduras                                                                         | CONCACAF Nations League 2019-2020 - 1º turno                                     | -                                                                                | 67’                                                                              |
| 10-11-2019                                                                       | Couva                                                                            | Trinidad e Tobago                                                                | 15 – 0                                                                           | Anguilla                                                                         | Amichevole                                                                       | 2                                                                                | 45’                                                                              |
| 15-11-2019                                                                       | Manta                                                                            | Ecuador                                                                          | 3 – 0                                                                            | Trinidad e Tobago                                                                | Amichevole                                                                       | -                                                                                | 63’                                                                              |
| 18-11-2019                                                                       | San Pedro Sula                                                                   | Honduras                                                                         | 4 – 0                                                                            | Trinidad e Tobago                                                                | CONCACAF Nations League 2019-2020 - 2º turno                                     | -                                                                                |                                                                                  |
| 1-2-2021                                                                         | Orlando                                                                          | Stati Uniti                                                                      | 7 – 0                                                                            | Trinidad e Tobago                                                                | Amichevole                                                                       | -                                                                                |                                                                                  |
| 26-3-2021                                                                        | San Cristóbal                                                                    | Trinidad e Tobago                                                                | 3 – 0                                                                            | Guyana                                                                           | Qual. Mondiali 2022                                                              | 1                                                                                | 72’ 77’                                                                          |
| 28-3-2021                                                                        | Mayagüez                                                                         | Porto Rico                                                                       | 1 – 1                                                                            | Trinidad e Tobago                                                                | Qual. Mondiali 2022                                                              | -                                                                                | 69’                                                                              |
| 5-6-2021                                                                         | Nassau                                                                           | Bahamas                                                                          | 0 – 0                                                                            | Trinidad e Tobago                                                                | Qual. Mondiali 2022                                                              | -                                                                                | 62’                                                                              |
| 8-6-2021                                                                         | Santo Domingo                                                                    | Trinidad e Tobago                                                                | 2 – 0                                                                            | Saint Kitts e Nevis                                                              | Qual. Mondiali 2022                                                              | -                                                                                | 71’                                                                              |
| 3-7-2021                                                                         | Fort Lauderdale                                                                  | Trinidad e Tobago                                                                | 6 – 1                                                                            | Montserrat                                                                       | Qual. Gold Cup 2021                                                              | 1                                                                                | 85’                                                                              |
| 6-7-2021                                                                         | Fort Lauderdale                                                                  | Trinidad e Tobago                                                                | 1 – 1 (8 – 7 dtr)                                                                | Guyana francese                                                                  | Qual. Gold Cup 2021                                                              | -                                                                                | 70’                                                                              |
| 11-7-2021                                                                        | Arlington                                                                        | Messico                                                                          | 0 – 0                                                                            | Trinidad e Tobago                                                                | Gold Cup 2021 - 1º turno                                                         | -                                                                                | 64’                                                                              |
| 15-7-2021                                                                        | Frisco                                                                           | Trinidad e Tobago                                                                | 0 – 2                                                                            | El Salvador                                                                      | Gold Cup 2021 - 1º turno                                                         | -                                                                                | 77’                                                                              |
| 19-7-2021                                                                        | Frisco                                                                           | Guatemala                                                                        | 1 – 1                                                                            | Trinidad e Tobago                                                                | Gold Cup 2021 - 1º turno                                                         | -                                                                                | 75’                                                                              |
| 21-3-2022                                                                        | Sucre                                                                            | Bolivia                                                                          | 5 – 0                                                                            | Trinidad e Tobago                                                                | Amichevole                                                                       | -                                                                                | 80’                                                                              |
| 25-3-2022                                                                        | Port of Spain                                                                    | Trinidad e Tobago                                                                | 9 – 0                                                                            | Barbados                                                                         | Amichevole                                                                       | 2                                                                                | 75’                                                                              |
| 30-3-2022                                                                        | Port of Spain                                                                    | Trinidad e Tobago                                                                | 1 – 1                                                                            | Guyana                                                                           | Amichevole                                                                       | -                                                                                | 45’                                                                              |
| 24-3-2023                                                                        | Nassau                                                                           | Bahamas                                                                          | 0 – 3                                                                            | Trinidad e Tobago                                                                | CONCACAF Nations League 2022-2023 - 1º turno                                     | 1                                                                                | 75’                                                                              |
| 27-3-2023                                                                        | Bacolet                                                                          | Trinidad e Tobago                                                                | 1 – 1                                                                            | Nicaragua                                                                        | CONCACAF Nations League 2022-2023 - 1º turno                                     | -                                                                                |                                                                                  |
| 25-6-2023                                                                        | Fort Lauderdale                                                                  | Trinidad e Tobago                                                                | 3 – 0                                                                            | Saint Kitts e Nevis                                                              | Gold Cup 2023 - 1º turno                                                         | -                                                                                | 59’                                                                              |
| 7-9-2023                                                                         | Port of Spain                                                                    | Trinidad e Tobago                                                                | 1 – 0                                                                            | Antille Olandesi                                                                 | CONCACAF Nations League 2023-2024 - 1º turno                                     | -                                                                                |                                                                                  |
| 10-9-2023                                                                        | San Salvador                                                                     | El Salvador                                                                      | 2 – 3                                                                            | Trinidad e Tobago                                                                | CONCACAF Nations League 2023-2024 - 1º turno                                     | 1                                                                                | 80’                                                                              |
| 13-10-2023                                                                       | Port of Spain                                                                    | Trinidad e Tobago                                                                | 3 – 2                                                                            | Guatemala                                                                        | CONCACAF Nations League 2023-2024 - 1º turno                                     | -                                                                                | 45’ 79’                                                                          |
| 17-10-2023                                                                       | Willemstad                                                                       | Curaçao                                                                          | 5 – 3                                                                            | Trinidad e Tobago                                                                | CONCACAF Nations League 2022-2023 - 1º turno                                     | -                                                                                | 71’                                                                              |
| 16-11-2023                                                                       | Austin                                                                           | Stati Uniti                                                                      | 3 – 0                                                                            | Trinidad e Tobago                                                                | CONCACAF Nations League 2023-2024 - Quarti di finale                             | -                                                                                | 46’                                                                              |
| 20-11-2023                                                                       | Port of Spain                                                                    | Trinidad e Tobago                                                                | 2 – 1                                                                            | Stati Uniti                                                                      | CONCACAF Nations League 2023-2024 - Quarti di finale                             | -                                                                                | 61’                                                                              |
| 5-6-2024                                                                         | Port of Spain                                                                    | Trinidad e Tobago                                                                | 2 – 2                                                                            | Grenada                                                                          | Qual. Mondiali 2026                                                              | 1                                                                                |                                                                                  |
| 6-9-2024                                                                         | Tegucigalpa                                                                      | Honduras                                                                         | 4 – 0                                                                            | Trinidad e Tobago                                                                | CONCACAF Nations League 2024-2025 - 1º turno                                     | -                                                                                | 72’                                                                              |
| 10-9-2024                                                                        | Bacolet                                                                          | Trinidad e Tobago                                                                | 0 – 0                                                                            | Guyana francese                                                                  | CONCACAF Nations League 2024-2025 - 1º turno                                     | -                                                                                | 62’                                                                              |
| Totale                                                                           |                                                                                  | Presenze                                                                         | 31                                                                               |                                                                                  | Reti                                                                             | 10                                                                               |                                                                                  |

## Palmarès

### Competizioni giovanili
- MLS Next Pro: 1

Columbus Crew 2: 2022

### Competizioni nazionali
- Canadian Championship: 1

Toronto FC: 2018